# Toxorhynchites christophi
Toxorhynchites christophi är en tvåvingeart som först beskrevs av Josef Aloizievitsch Portschinsky 1884.  Toxorhynchites christophi ingår i släktet Toxorhynchites och familjen stickmyggor. Inga underarter finns listade i Catalogue of Life.